# Đảng Tiến lên (Thái Lan)
Đảng Tiến lên (tiếng Anh: Move Forward Party; tiếng Thái: พรรคก้าวไกล) là một đảng chính trị dân chủ xã hội và tiến bộ ở Thái Lan. Chương trình nghị sự chủ chốt của đảng này là sửa đổi luật khi quân nghiêm ngặt của Thái Lan và phản đối ảnh hưởng còn sót lại của chính quyền quân sự đã cai trị đất nước từ năm 2014 đến năm 2019. Nó được thành lập vào năm 2014 với tên gọi Ruam Pattana Chart Thai Party và sau đó đổi tên thành Đảng Phung Luang, nhưng sau cuộc tổng tuyển cử năm 2019, đã trở lại tên ban đầu. Đảng đổi thành tên hiện tại vào năm 2020 sau khi trở thành đảng kế thừa trên thực tế của Đảng Tương lai mới.
Đảng Tiến lên đã bị Tòa án Hiến pháp Thái Lan tuyên bố giải thể vào ngày 7 tháng 8 năm 2024 vì vi phạm hiến pháp khi đề xuất sửa đổi luật khi quân. Sau khi bị giải thể,  Đảng này được kế thừa bởi Đảng Nhân dân với Natthaphong Ruengpanyawut làm lãnh đạo đảng.

## Lịch sử
Đảng này chính thức thành lập vào ngày 1 tháng 5 2014 với tên gọi là Đảng Ruam Pattana Chart Thai.
Đầu năm 2020, Đảng đã trở thành đảng kế thừa thực tế cho Đảng Tương lai mới, đã bị giải thể bởi một lệnh  gây tranh cãi của Tòa án Hiến pháp, khi sau quyết định này, 55 dân biểu của đảng đó tuyên bố sẽ tham gia. Họ tuyên bố sẽ tiếp tục chương trình nghị sự tiến bộ và chống chính quyền quân sự của Đảng Tương lai mới. Tên của đảng này sau đó được đổi thành Đảng Tiến lên, cùng với việc phát hành một logo mới tương tự như của đảng cũ.
Đảng này dành được 36,23 % số phiếu trong cuộc tổng bầu cử 2023 ở Thái, đạt được 152 ghế và trở thành đảng mạnh nhất trong Hạ nghị viện Thái Lan, một kết quả bất ngờ.

## Hệ tư tưởng
Đảng Tiến lên là một đảng chính trị trung tả tiến bộ. Họ được biết đến như là một nền tảng ủng hộ dân chủ và mục tiêu của họ là loại bỏ ảnh hưởng của quân đội trong nền chính trị Thái Lan.
Một số chính sách của họ bao gồm hợp pháp hóa hôn nhân đồng giới, bình đẳng kinh tế, bãi bỏ nghĩa vụ quân sự, trưng cầu dân ý về việc viết lại hiến pháp và cải cách chế độ quân chủ. Nó cũng nhằm mục đích sửa đổi luật khi quân nghiêm ngặt của Thái Lan, cũng như hỗ trợ việc kiểm tra ngân sách hoàng gia.
Vào năm 2023, đảng này đã tranh cử trên một cương lĩnh nhấn mạnh "3D" là phi quân sự hóa, phi độc quyền hóa và phi tập trung hóa, mà Limjaroenrat cho rằng sẽ dẫn đến dân chủ hóa, tiến trình hòa bình và chủ nghĩa cải cách.

## Kết quả bầu cử

### Tổng tuyển cử
| Bầu cử                  | Tổng số ghế được | Tổng số phiếu | Phần trăm | Kết quả | Lãnh tụ đảng      |
| ----------------------- | ---------------- | ------------- | --------- | ------- | ----------------- |
| Tổng tuyển cử Thái 2023 | 152 / 500        | 14,233,895    | 36.23%    | 151 ghế | Pita Limjaroenrat |

### Bầu cử thống đốc Bangkok
| Bầu cử                        | Tổng số phiếu được    | Tổng số phiếu | Phần trăm | Kết quả | Outcome |
| ----------------------------- | --------------------- | ------------- | --------- | ------- | ------- |
| Bầu cử thống đốc Bangkok 2022 | Wiroj Lakkhanaadisorn | 253,938       | 9.57%     | Lost    |         |

### Bầu cử Hội đồng Đô thị Bangkok
| Bầu cử | Tổng số phiếu được | Tổng số phiếu | Phần trăm | Kết quả                              |
| ------ | ------------------ | ------------- | --------- | ------------------------------------ |
| 2022   | 14 / 50            | 485,830       | 20.85%    | 14 ghế; Liên minh với Đảng Pheu Thai |